# Zakariaou Njoya
Zakariaou Njoya, né le 5 juin 1968 à Foumban, est un haut-fonctionnaire et homme politique camerounais. Il est ministre délégué auprès du ministre des Transports du Cameroun depuis 2018.

## Biographie

### Enfance et débuts
Zakariaou Njoya est né le 5 juin 1968 à Foumban dans le département du Noun, région de l'Ouest Cameroun. Il grandit dans la ville de Foumban. I y fait ses cycles primaires et secondaires et obtient son baccalauréat A4 allemand en 1991. Il s'inscrit alors à l'université de Yaoundé où il obtient en 1995 une licence en sociologie politique, puis une maîtrise dans la même spécialité en 1997. La même année, il est admis à l'École nationale d'administration et de magistrature et sort diplômé de la grande école en 2000.
Zakariaou Njoya est également titulaire d'un diplôme en droit humanitaire de l'Institut international de droit humanitaire de Sanremo et d’une attestation en management et conduite du changement dans l’administration publique de l’ENA de Paris obtenue en 2018.

### Carrière
Zakariaou Njoya commence sa carrière professionnelle en 2000 en tant que administrateur civil. Il occupe entre autres les postes de chef de cabinet du gouverneur dans la région du Nord-Ouest et premier adjoint préfectoral des Bamboutos à Mbouda. En 2006, il est nommé sous-préfet de l'arrondissement d'Isanguele à Bakassi avant d'être affecté à la sous-préfecture du troisième arrondissement de Nkongsamba où il reste en fonction de 2008 à 2011. Le 18 janvier 2011, il est muté au poste de sous-préfet de l'arrondissement de Douala III. En tant que sous-préfet de Douala III, il interdit le 09 avril 2017 une manifestation publique du Mouvement pour la renaissance du Cameroun (MRC) organisée par le député du MRC Lazare Souop au quartier Brazzaville à Douala. Le 17 mars 2017, il est promu Préfet du département de Mayo-Louti dans la région du Nord Cameroun,. 
Le 4 janvier 2018, il est nommé ministre délégué auprès du ministre des Transports par décret du Président Paul Biya et remplace à ce poste Oumarou Mefiro.

### Politique
Zakariaou Njoya est un militant du Rassemblement démocratique du peuple camerounais (RDPC), membre de la sous-section Foumban du parti,. Il assure la fonction de chef du parti au sein du département du Noun depuis le décès du Roi Mbombo Njoya et préside la plupart des mobilisations politiques qui s'y tiennent.

### Vie sociale et familiale.
Zakariou Njoya est marié et père de 2 enfants. Il est le coordonnateur de l’association KUT’LA du Noun et conseiller administratif de L’Amicale des administrateurs civils, promotion 2000.

## Distinctions
- Chevalier de l'ordre de la Valeur